# Убийство в Белом доме
«Убийство в Белом Доме» (англ. Murder at 1600) — американский фильм, боевик, триллер, снятый в 1997 году режиссёром Дуайтом Х. Литтлом с Уэсли Снайпсом и Дайан Лейн в главных ролях.

## Сюжет
Захват американских заложников в Северной Корее вызвал бурю возмущения в Белом Доме. Президент Америки близок к тому, чтобы принять решение вмешаться и атаковать Корею. Тем временем в самом здании Белого Дома обнаружена убитая женщина, бывший секретарь.
Расследование поручено полицейскому детективу Харлану Реджису, до этого не связанному с правительственными и секретными службами. Именно с последними он натыкается на стену глухого молчания. В этом деле ему не разобраться без помощи очаровательной женщины — секретного агента Нины Ченс, потому что кому, как не ей лучше знать секретную службу изнутри.

## В ролях
| Актёр           | Роль                                                |
| --------------- | --------------------------------------------------- |
| Уэсли Снайпс    | Детектив Харлан Реджис                              |
| Дайан Лейн      | Агент секретной службы Нина Ченс                    |
| Алан Алда       | Советник по национальной безопасности Элвин Джордан |
| Ронни Кокс      | Президент Джек Нил                                  |
| Даниэль Бензали | Агент секретной службы Ник Спайкингс                |
| Тейт Донован    | Кайл Нил                                            |
| Харрис Юлин     | Генерал Кларк Талли                                 |
| Деннис Миллер   | детектив Стенгел                                    |